# Haworthia variegata
Haworthia variegata es una especie de planta suculenta perteneciente a la familia Xanthorrhoeaceae. Es originaria de Sudáfrica.

## Descripción
Es una planta suculenta perennifolia que alcanza un tamaño de 6 a 45 cm de altura. Se encuentra a una altitud de hasta 500 metros en Sudáfrica.

## Taxonomía
Haworthia variegata fue descrita por  L.Bolus y publicado en Syn. Pl. Succ. 95, en el año 1812.
Variedades aceptadas
- Haworthia variegata var. hemicrypta M.B.Bayer
- Haworthia variegata var. modesta M.B.Bayer
- Haworthia variegata var. petrophila M.B.Bayer

Sinonimia
- Haworthia chloracantha var. variegata (L.Bolus) Halda
- Haworthia chloracantha subsp. variegata (L.Bolus) Halda	[4]